# جوشوا نيوتن فريمان
جوشوا نيوتن فريمان هو سياسي كندي، ولد في 6 أكتوبر 1816، وتوفي في 22 نوفمبر 1912. انتخب عضو مجلس العموم الكندي.